# Apparato mitotico
L’apparato mitotico è una struttura presente all'interno del citoplasma della cellula, scoperta da Van Beneden nel 1876. Composta da microtubuli e centrioli, permette la migrazione dei cromosomi durante la mitosi e la meiosi.

## Struttura
Nell'apparato mitotico sono presenti diversi organuli e strutture che nell'insieme hanno la funzione di permettere la divisione cellulare. Essi sono il centriolo, l'aster e le fibre del fuso.

### Centriolo
Il principale organello è il centriolo, il quale ha l'importante compito di organizzare le fibre del fuso. Esso presenta una struttura del tutto simile a quella del corpo basale, è cioè composto da nove triplette di microtubuli. Il centriolo è l'unico organo dell'apparato mitotico presente in interfase e occupa nella cellula una posizione centrale. Prima che la cellula entri in mitosi, nella fase G1 dell'interfase, la coppia di centrioli normalmente presente si separa e nella successiva fase S si duplica consentendo così alle cellule figlie di avere due centrioli ciascuna. Questi nuovi organelli, detti procentrioli, non sono però ancora costituiti dalle classiche triplette, bensì da nove singoli microtubuli. Il centriolo è circondato da ulteriore materiale che nel complesso prende il nome di centrosoma.

### Aster
L’aster è composto da microtubuli che si irradiano dal centrosoma. Questa struttura compare nella profase e scompare nella telofase, ingrandendosi soprattutto nella metafase.
Essa ricopre una funzione strutturale: queste fibre si ancorano alla membrana plasmatica, stabilizzando l'apparato mitotico.

### Fibre del fuso
Le fibre del fuso compaiono, come l'aster, nella profase e scompaiono nella telofase. Queste fibre si propagano dai due poli della cellula e possono essere distinte in base alla loro posizione e al loro rapporto con cromosomi e poli cellulari. Le fibre dette continue si irradiano dai poli fino alla placca metafasica, le fibre cromosomiche partono dai cinetocori dei cromosomi per giungere ad uno dei due poli, mentre le fibre interzonali presenti solo in anafase tra i due gruppi di cromosomi. Le fibre del fuso sono composte da microtubuli ed hanno per questo polarità e capacità di polimerizzare e depolimerizzare, per permettere l'allungamento della cellula e la divisione dei cromatidi fratelli. Più nello specifico, l'accorciamento delle fibre cromosomiche permette la divisione dei cromatidi, mentre l'allungamento di quelle continue l'allungamento della cellula.

## Funzione
L'apparato mitotico ha la funzione di consentire la divisione cellulare, ponendo i cromosomi nella piastra equatoriale e permettendo alle cellule figlie di avere un completo corredo genetico. Grazie ad esso vengono poi ripartiti equamente gli organuli.